# Mongol Rally
Il Mongol Rally è un rally internazionale non competitivo gestito dalla società The Adventurists di Bristol  che si svolge dal 2004. 
Il punto di partenza storico è il Circuito di Goodwood nel West Sussex UK ma la partenza europea avviene vicino a Praga verso fine luglio. Il traguardo, inizialmente a Ulan Bator in Mongolia, è stato spostato successivamente a Ulan Udè in Siberia, Russia. A seguito della guerra in Ucraina, e al problema dei visti russi per i partecipanti inglesi, il traguardo è stato portato nel 2024 in Kazakistan. Si può partecipare solo con veicoli di almeno 10 anni e con una cilindrata inferiore ai 1300 cm³. Il limite per i motocicli invece è stato fissato a 125 cm³. Il regolamento prevede di devolvere una quota fissa di beneficenza di 500 £ all'associazione sostenuta dagli organizzatori, Cool Earth, e una seconda quota di almeno 500 £ a un'associazione di beneficenza a discrezione delle squadre. I costi di iscrizione nel 2024 si aggirano sulle 800 £: i partecipanti  in cambio ottengono solo il diritto alla partecipazione ufficiale all’evento, adesivi per l’auto, magliette, una festa alla partenza e un podio ufficiale all’arrivo. La società proprietaria del marchio Mongol Rally non fornisce alcun tipo di assistenza tecnica, organizzativa o medica. 
Un evento sostitutivo minore,  chiamato Points of Inconvenience è stato ideato nel 2021 per sopperire alle cancellazioni del Rally dovute alla guerra in Ucraina.  Prevede rotte e tempistiche meno impegnative ma stabilendo punti difficoltosi da raggiungere.      

## Storia
Il rally inaugurale ebbe luogo nel 2004, nel quale sei squadre si presentarono alla partenza e quattro di queste completarono la corsa. La seconda edizione del rally, nel 2005, vide la partecipazione di 43 squadre, e 18 vetture arrivarono intatte a Ulan Bator. L'edizione del 2006 iniziò il 22 luglio con 167 auto alla partenza: 117 raggiunsero Ulan Bator. Nel 2007 i team partecipanti erano 200 saliti poi nel 2011 a 300.
Il Mongol Rally, nato come puro evento di beneficenza dal 2004 al 2006, con tutti i proventi dalle tasse di iscrizione utilizzati per organizzare l'evento e la restante parte destinata a opere di beneficenza è divenuto è cambiato successivamente a partire dal 2007 quando League of Adventurists International Ltd, un'azienda privata, ha iniziato a gestirlo. 
L'edizione 2007 del Mongol Rally partì da Hyde Park, a Londra, il 21 luglio e fu limitato a 200 squadre. Vennero raccolte più iscrizioni di quanto gli organizzatori avessero previsto, tanto da assegnare i primi 100 posti in 22 secondi. A causa di questa imprevista popolarità, gli ultimi 50 pass di partecipazione furono assegnati attraverso una procedura di sorteggio casuale.
I pass di partecipazione per l'edizione 2008 furono assegnati in due fasi, il 1º e il 7 novembre 2007. La tassa di partecipazione fu di 650 sterline per squadra.
Nel 2009 il punto principale di partenza fu spostato da Hyde Park al Circuito di Goodwood nel West Sussex. Ai partecipanti fu concesso un giro di pista appena prima della partenza ufficiale di questa edizione.
Il rally non è stato disputato per via della pandemia di COVID-19 nel 2020 e nel 2021 e per la guerra in Ucraina nel 2022 e 2023. Riproposto nel 2024 non prevede più l’arrivo in Mongolia, nonostante il nome, bensì in Kazakistan. Agli iscritti dal 2019 è stato chiesto di integrare la quota di partecipazione alla nuova del 2024; un rimborso parziale è stato offerto agli equipaggi che hanno disdetto la partecipazione.